# Atrichiopoda oviventris
Atrichiopoda oviventris är en tvåvingeart som beskrevs av Townsend 1931. Atrichiopoda oviventris ingår i släktet Atrichiopoda och familjen parasitflugor.
Artens utbredningsområde är Peru. Inga underarter finns listade.